# 小鷹利城
小鷹利城（こたかりじょう）は、岐阜県飛騨市河合町稲越にあった中世の日本の城（山城）。別名・小鷹狩城。姉小路家向氏が築城した。国の史跡に指定されている（史跡「姉小路氏城跡」のうち）。持城に向小島城がある。

## 概要・歴史
応永年間（1394年 - 1428年）以後、姉小路師言が国司に任じられ、標高780メートルの黒内山山頂部に築城された。城代は小鷹利伊賀守。戦国時代には牛丸重親が謀反し、重臣後藤重元・向井右近太夫・小鷹利某等は窮地を脱するが、重元は討死にする。向宣政と弟である向俊政と小鷹利氏は母国の佐竹氏へ仕え、後に向宣政は姉小路頼綱の次女を妻とした。八日町の戦い後、牛丸氏は討伐され、姉小路氏の城となる。飛騨征伐後の江戸時代には一国一城令により廃城なった。
1959年（昭和34年）11月16日に岐阜県指定史跡に指定され、2024年（令和6年）2月21日に国の史跡に指定された（史跡「姉小路氏城跡」のうち）。

## 城郭
土塁、郭、堀、畝状竪堀等が残る。又礎石建物も発見されている。